# Parachabora purpurascens
Parachabora purpurascens är en fjärilsart som beskrevs av Herrich-Schäffer 1868. Parachabora purpurascens ingår i släktet Parachabora och familjen nattflyn. Inga underarter finns listade i Catalogue of Life.